# Hogna bottegoi
Hogna bottegoi là một loài nhện trong họ Lycosidae.
Loài này thuộc chi Hogna. Hogna bottegoi được Lodovico di Caporiacco miêu tả năm 1940.